# Brun domherre
Brun domherre (Pyrrhula nipalensis) är en asiatisk fågel i familjen finkar inom ordningen tättingar.

## Kännetecken

### Utseende
Brun domherre är en medelstor till stor (16-17 cm) domherre, färglös med lång och något kluven stjärt. Hanen är helt gråbrun. I ansiktet syns svart runt ögat, på hakan och pannan samt tygeln, smutsvitt bakom och ett smalt vitt streck under ögat. Kind, strupe och nacke är grå. Den har svart på nedre delen av ryggen och ett smalt vitt band på övergumpen.
Den svarta stjärten är smalare vid basen och bredare längst ut. Den ger ett märkligt skrynkligt intryck, där kortare stjärtpennor ligger ovanpå längre. Vingarna är huvudsakligen glansigt svarta, med gråbruna skapularer och ett brett smutsvitt band på större täckarna. Honan saknar det svarta i ansiktet och har brunt på vingarna istället för vitt.

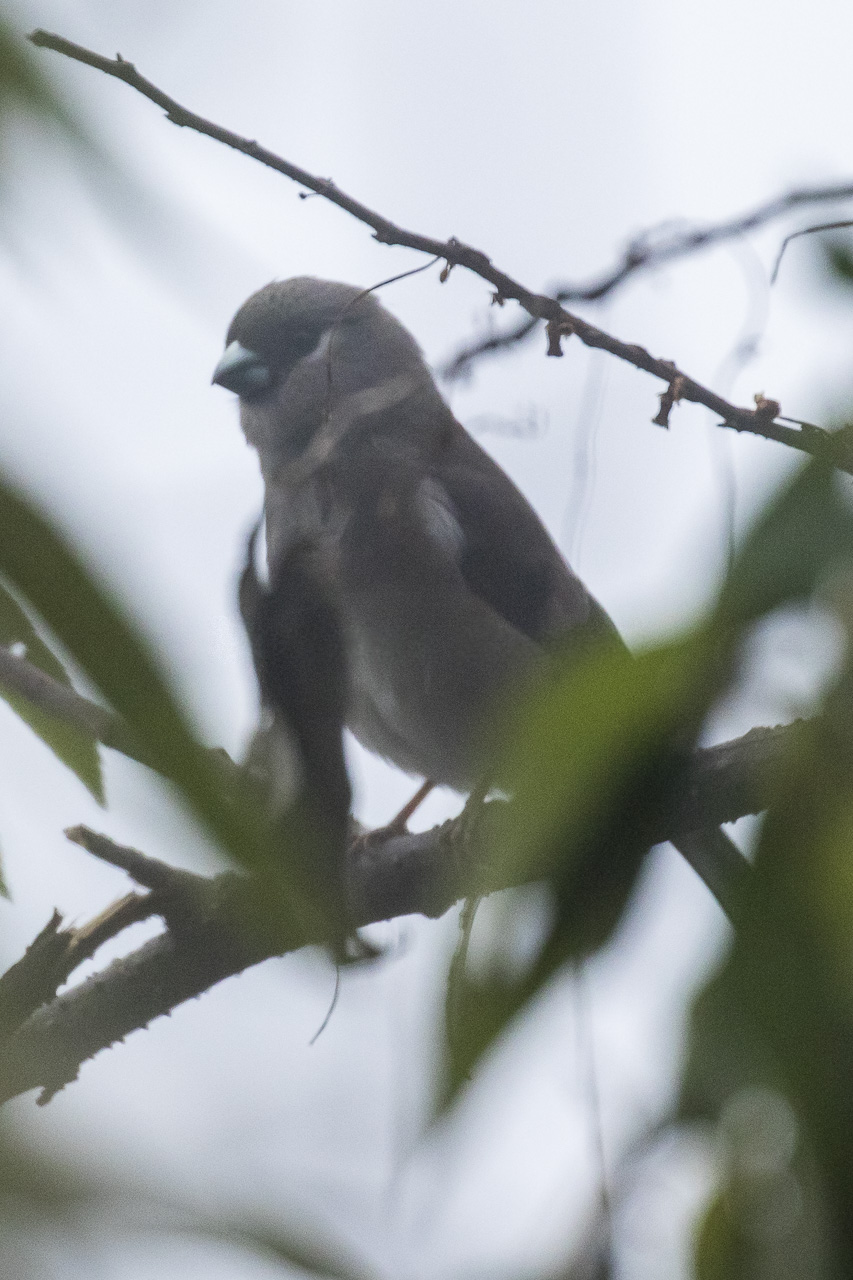

### Läten
Lätena skiljer sig kraftigt från andra domherrearter. I flykten hörs hårda och rullande "tyerrlip", på håll likt snösparv och lappsparv. Locklätet är ett tystlåtet "veh". Sången som levereras från en trädtopp är ett behagligt och stigande "tweert" eller "per-lee".

### Skillnader inom arten
Populationen på Malackahalvön (waterstradti), av vissa behandlad som en egen art, skiljer sig genom vita kinder, blekgrå hjässa, något kortare näbb, vinge och näbb samt egenartat läte, ett snabbt tvåstavigt "pi-piu".

## Utbredning och systematik
Brun domherre förekommer i bergsområden på mellan 1530 och 3700 meter över havet i södra och sydöstra Asien. Den är framförallt en stannfågel men genomför lokala förflyttningar i höjdled. Fågeln delas in i fem underarter med följande utbredning:
- nipalensis-gruppen
  - Pyrrhula nipalensis nipalensis – förekommer i Himalaya från norra Pakistan till norra Indien, Nepal och Bhutan.
  - Pyrrhula nipalensis ricketti – förekommer från sydöstra Tibet till södra Kina, nordöstra Indien och norra Vietnam.
  - Pyrrhula nipalensis victoriae – endemisk för Chinbergen i västra Myanmar.
  - Pyrrhula nipalensis uchidae – förekommer i bergsområden i södra Taiwan.
- Pyrrhula nipalensis waterstradti – förekommer i bergsområdena Perak, Pahang och Selangor på Malackahalvön.

Sedan 2016 urskiljer Birdlife International och naturvårdsunionen IUCN waterstradti som den egna arten "malajdomherre".

## Levnadssätt
Brun domherre påträffas i större delen av utbredningsområdet i tät undervegetation i gran- och lövskogar. Den lever huvudsakligen av blommor, knoppar, bär och frön från träd och buskar, men även nektar från blommor. Fågeln häckar från februari till mitten av juli. Boet byggs av båda föräldrarna, en prydlig boskål av klängväxter, löv och mossa, placerat två till 15 meter ovan mark.

## Status och hot
Internationella naturvårdsunionen IUCN bedömer hotstatus för underartsgrupperna (eller arterna) var för sig. Brun domherre i begränsad mening (nipalensis-gruppen) anses ha en stabil populationsutveckling och kategoriseras som livskraftig. "Malajdomherren" (taxonet waterstradti) är en fåtalig art med en population på högst tio tusen vuxna individer som dessutom tros minska i antal på grund av habitatförstörelse, så pass att IUCN kategoriserar den som sårbar.